# Blå hallen

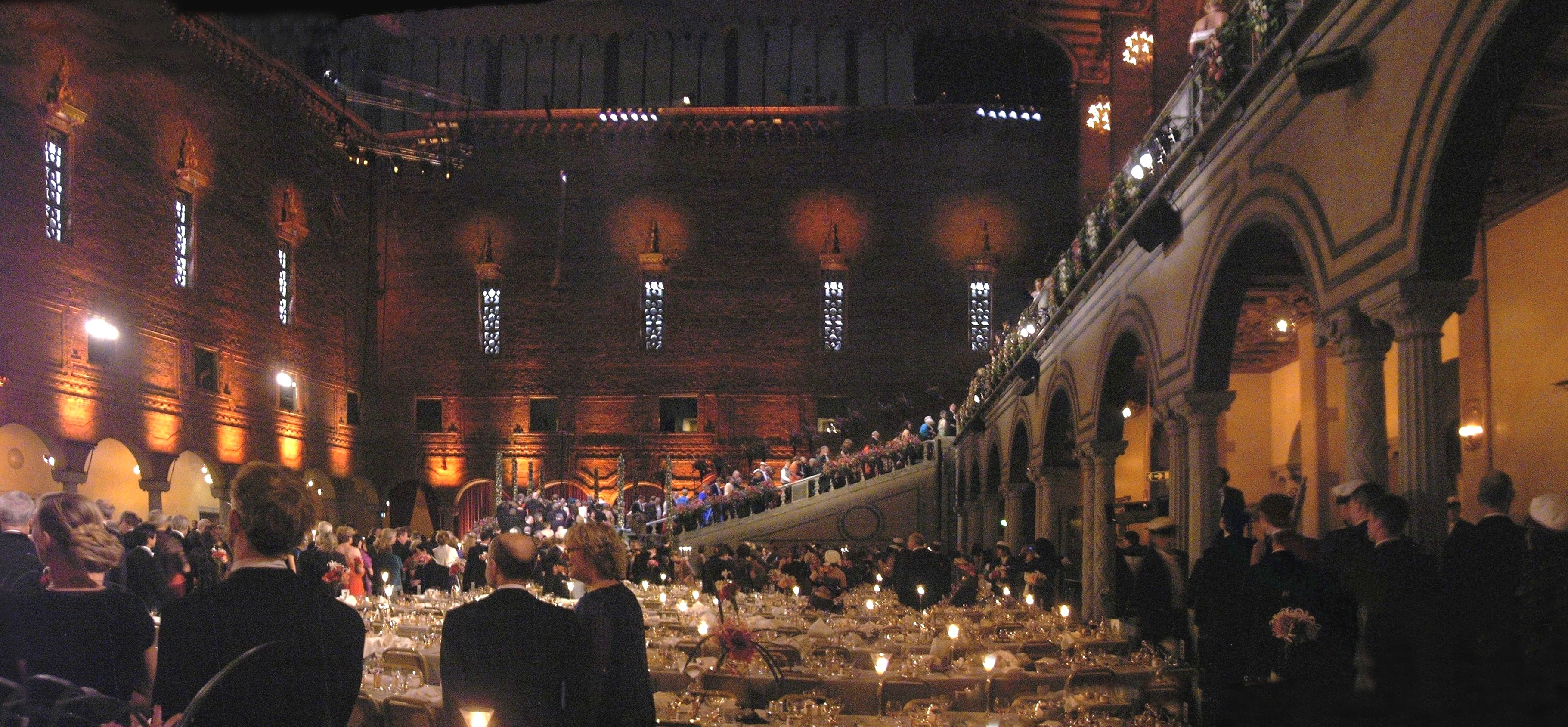
Blå hallen vid Nobelbanketten 2005.

Blå hallen är huvudsalen i Stockholms stadshus, känd som festsal för Nobelbanketten, och även statsbesök, studentbaler, jubileer och andra stora evenemang. Hallen är 50 meter lång, 30 meter bred och 22 meter hög, och har alltså en golvyta på 1 500 kvadratmeter.
Själva nobelprisutdelningen sker dock inte i Blå hallen utan i Konserthuset vid Hötorget i Stockholm. Efter middagen i Blå hallen tar Nobelbankettens gäster trappan upp till Gyllene salen för att dansa.
På Eriksdagen varje år utdelas S:t Eriksmedaljen av Stockholms stad i Blå hallen.

## Arkitektur
Blå hallen är gestaltad som en täckt gård med oputsade tegelväggar. Salen skulle enligt de ursprungliga arkitektritningarna ha putsats och målas blå för att ge rummet en färgskala som antydde närheten till vattnet, men arkitekten Ragnar Östberg ångrade sig under byggnadsfasen när han såg det vackra röda teglet. För att ge teglet lite extra "struktur" lät han hamra ytan. Namnet Blå hallen var dock redan etablerat, och fick bestå.

## Stadshusorgeln

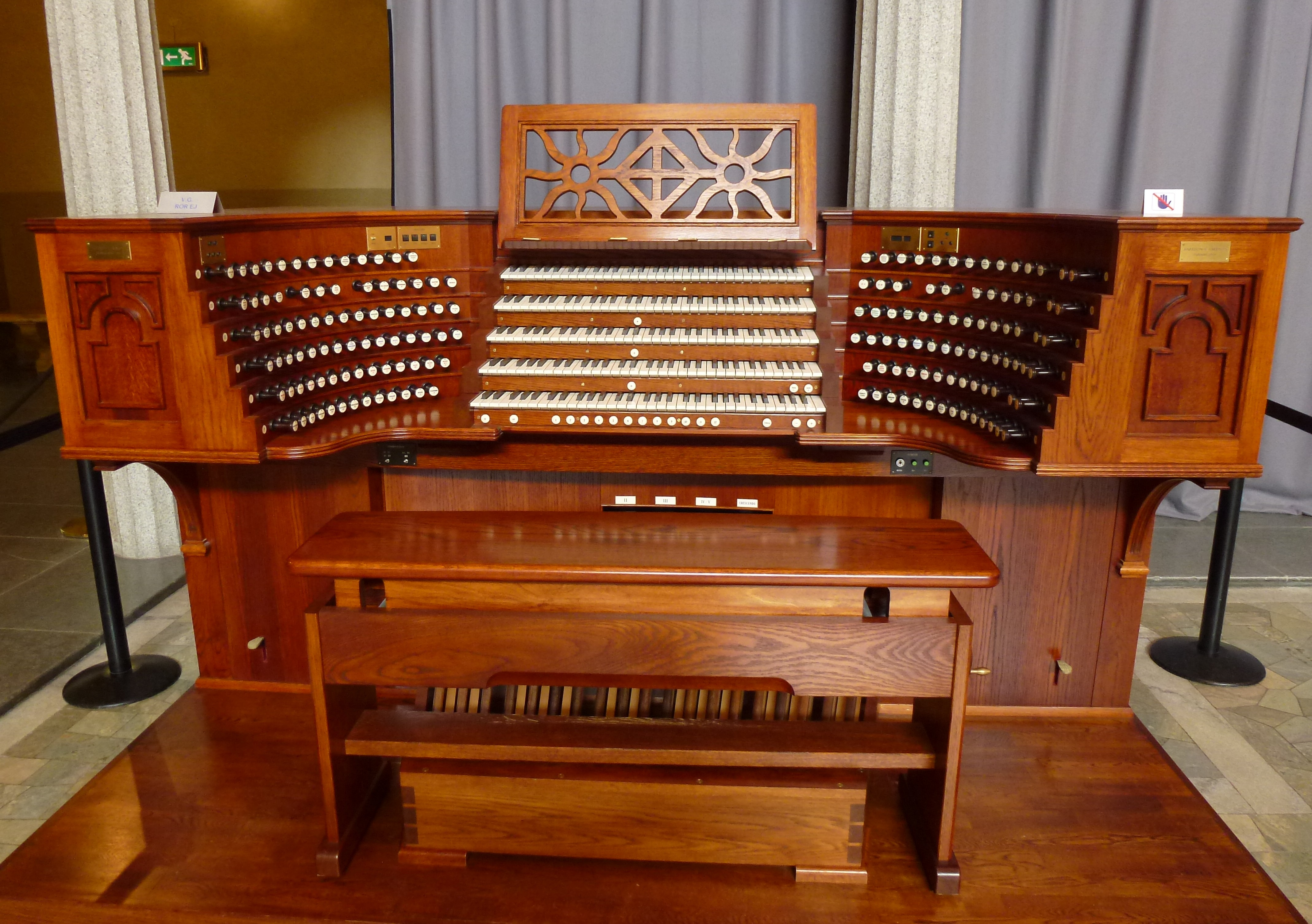
Orgelns spelbord i Blå hallen.

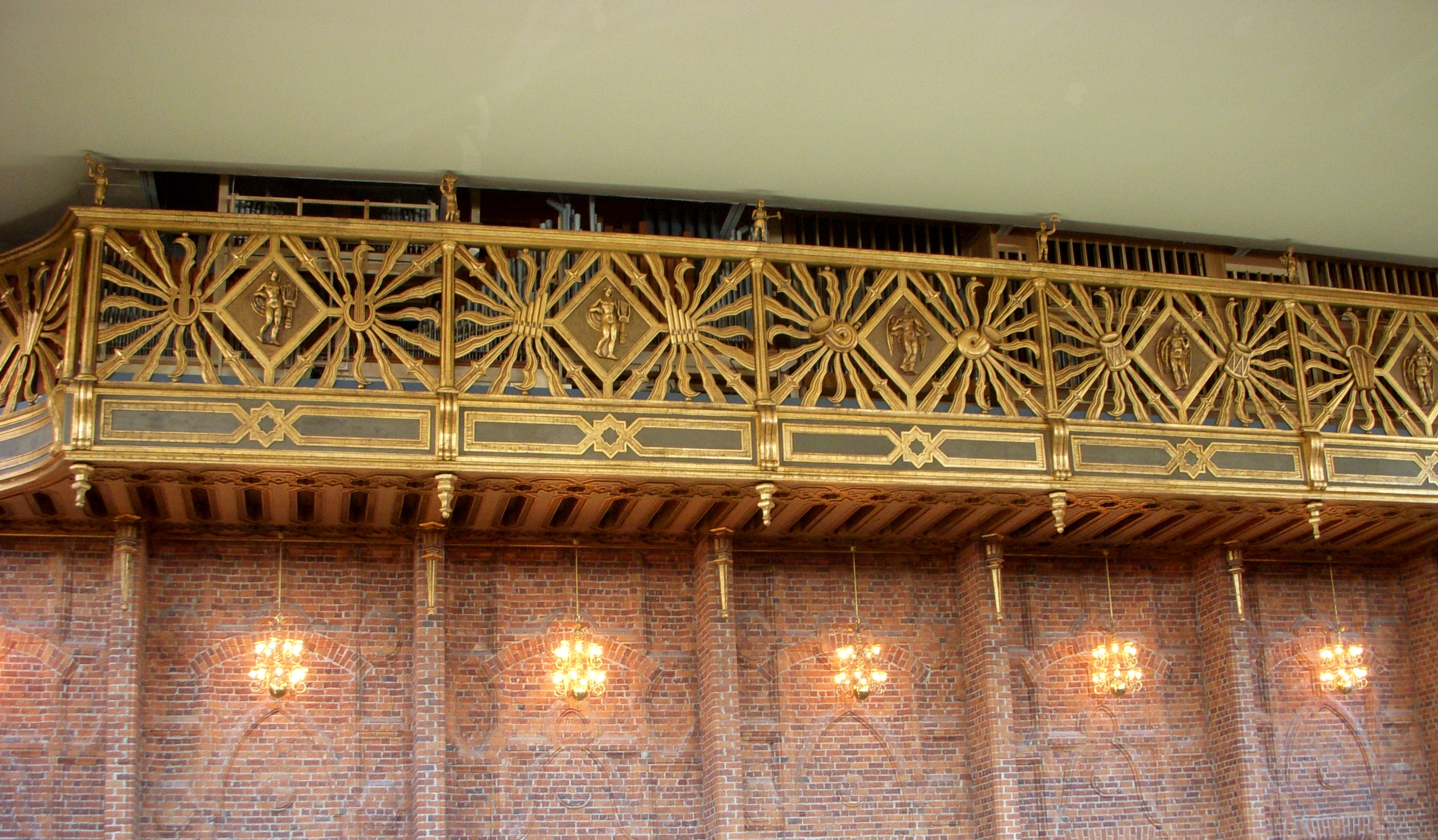
Orgelläktaren i Blå hallen

I Blå hallen återfinns även en stor piporgel kallad Stadshusorgeln. Med sina 10 271 pipor och 135 stämmor är den Skandinaviens och förmodligen norra Europas största instrument. (De största orglarna i Sverige sett till antalet stämmor är Orgel Acusticum i Piteå med sina 9000 pipor fördelade på 140 stämmor och Klaisorgeln i S:t Petrikyrkan i Malmö med 205 stämmor. Domkyrkoorgeln i Passau är störst i Europa med 17 774 pipor fördelade på 233 stämmor).
Fjärrverket har 25 stämmor och är enligt staden en av de största som någonsin har byggts. Projektet kunde realiseras genom en gåva på 100 000 kronor som arkitekt Ragnar Östberg fick av ingenjören Oscar Hirsch på invigningsdagen 1923. Uppdraget att bygga orgeln, opus 2073, gick till firman Walcker Orgelbau i Tyskland. Orgeln placerades på en särskild läktare under taket i Blå hallen och kunde invigas 1925.
I slutet av 1960-talet genomfördes en ombyggnad av instrumentet och senare ett antal underhållsarbeten. Med tiden blev orgelns skick allt sämre 2007-2008 totalrenoverades orgeln av den välrenommerade firman Harrison & Harrison i England. Samtidigt flyttades spelbordet ner till Blå hallens golv. Orgeln återinvigdes i november 2008 i Kronprinsessan Victorias närvaro.

### Diskografi
- Hymne à l’univers / Mattias Wager plays the grand organ in Stockholm City Hall. SACD. Opus 3 CD 23002. 2013.

## Bilder

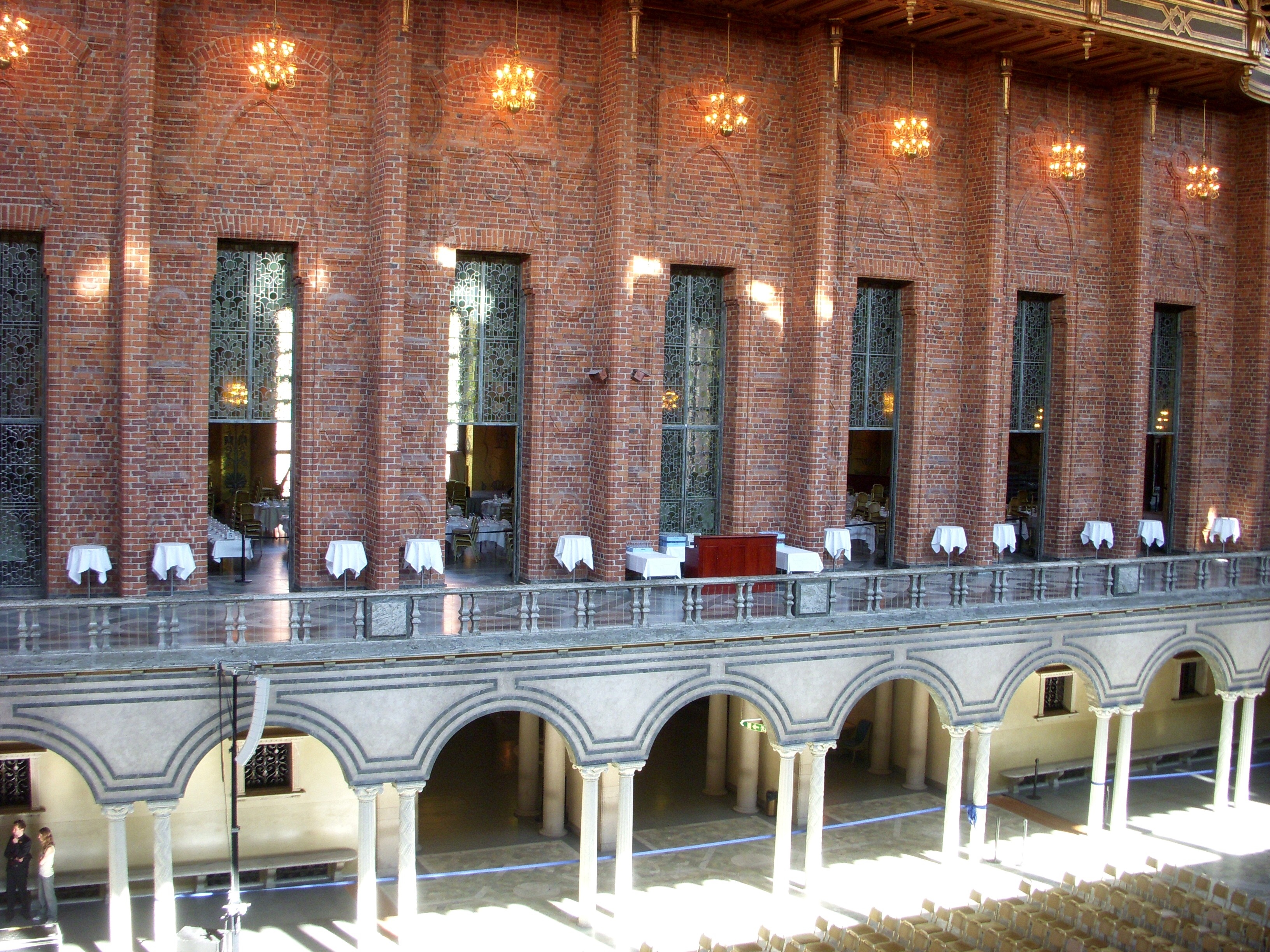
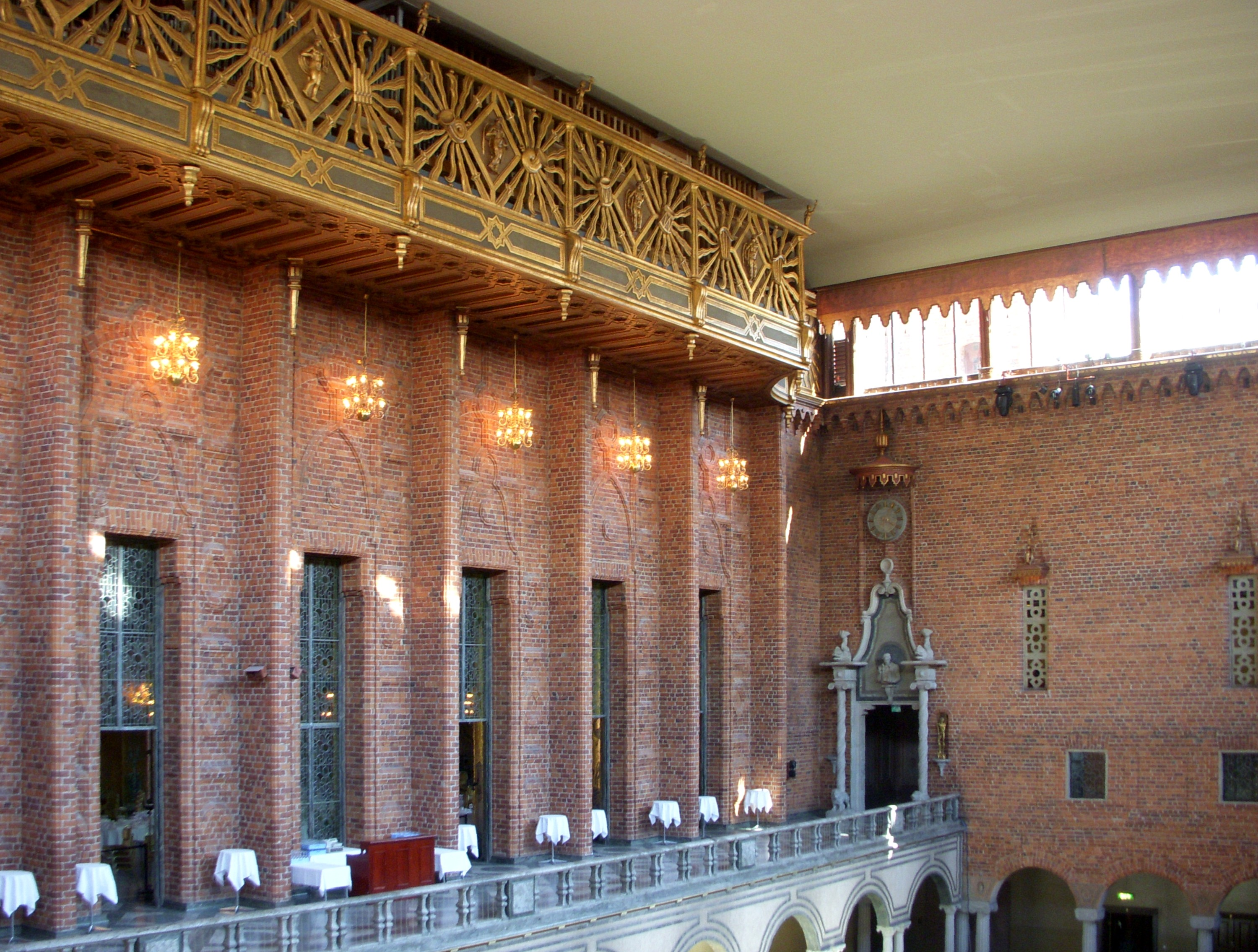
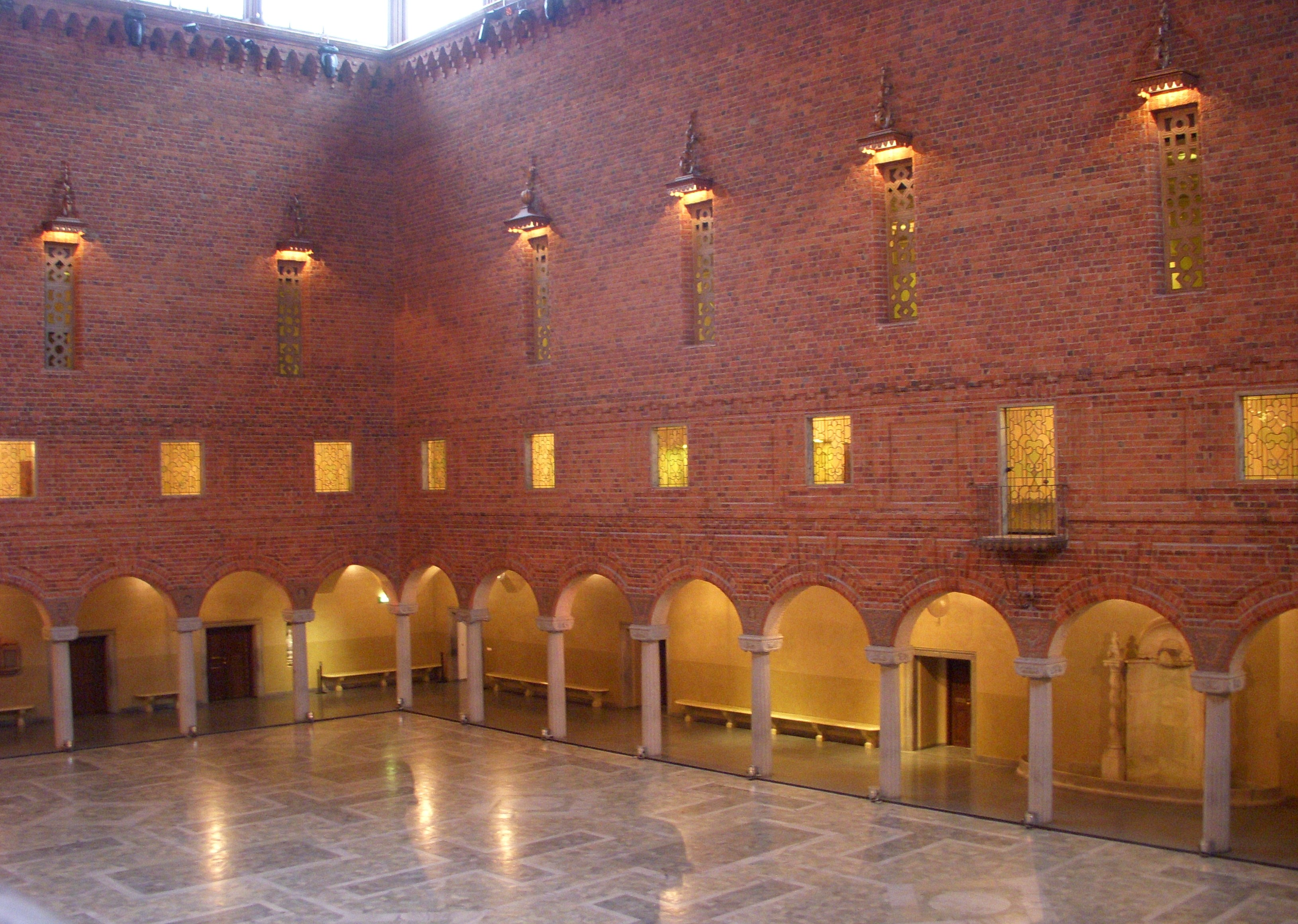
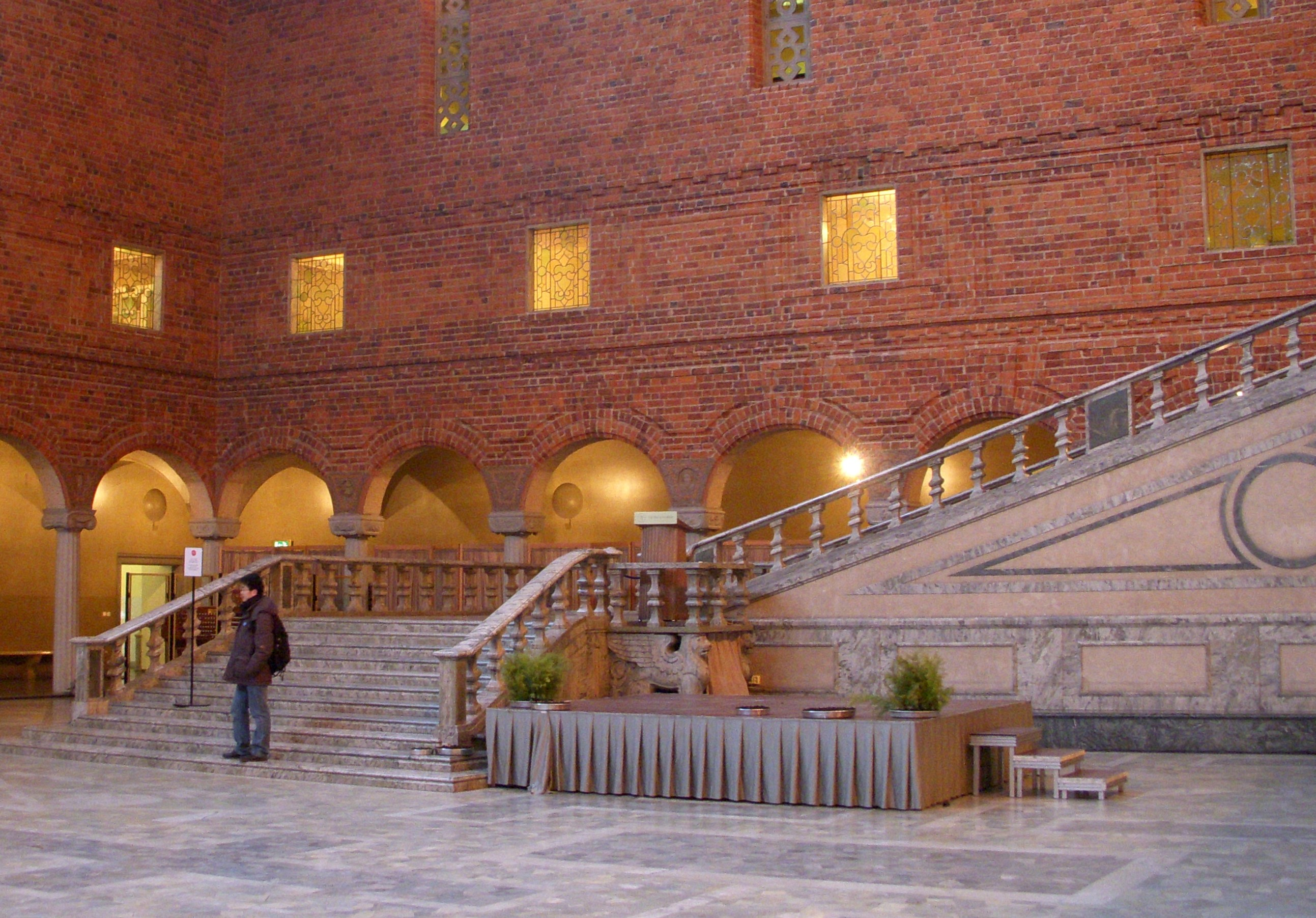
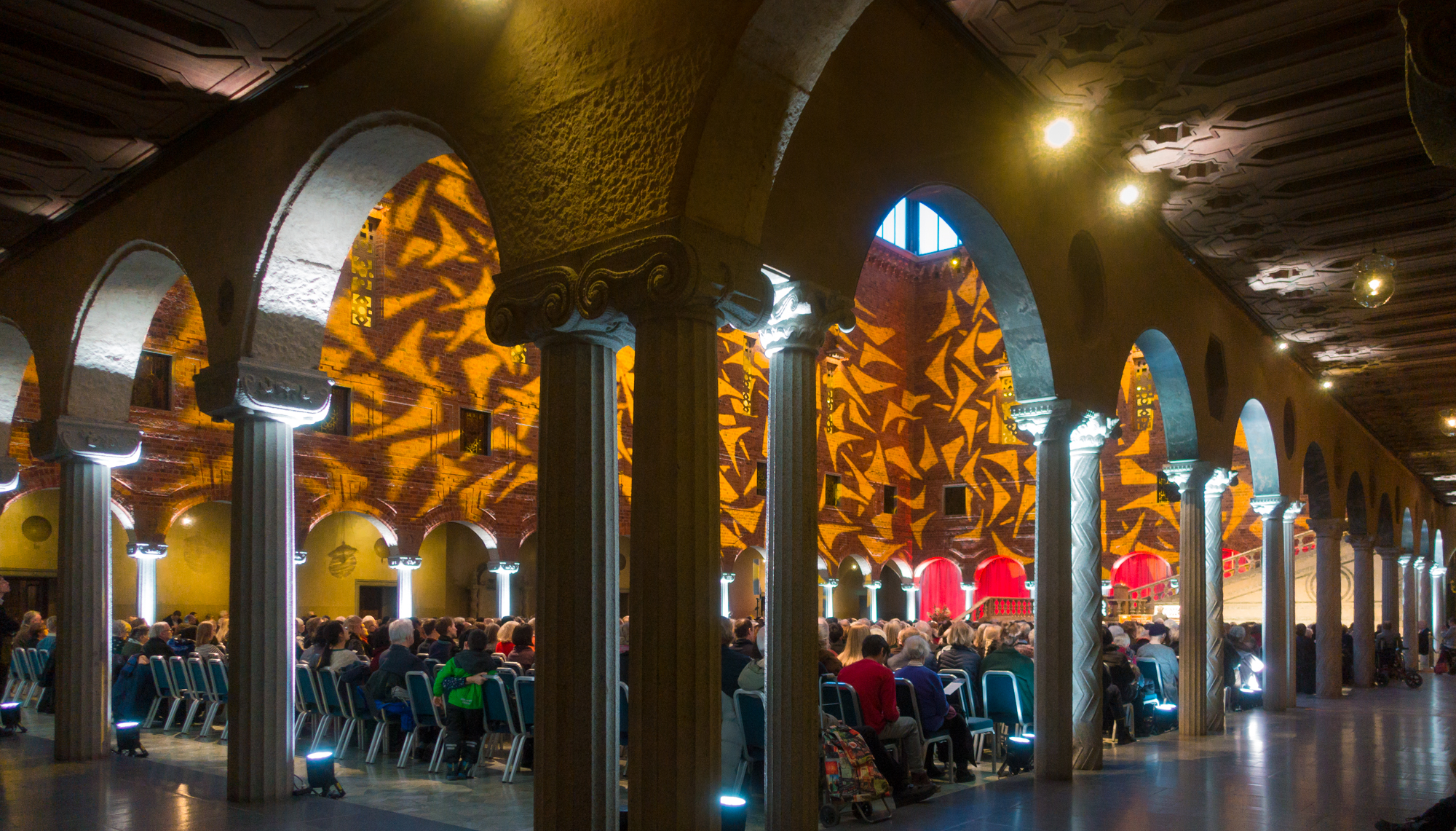
Nyårskonsert i Blå hallen i
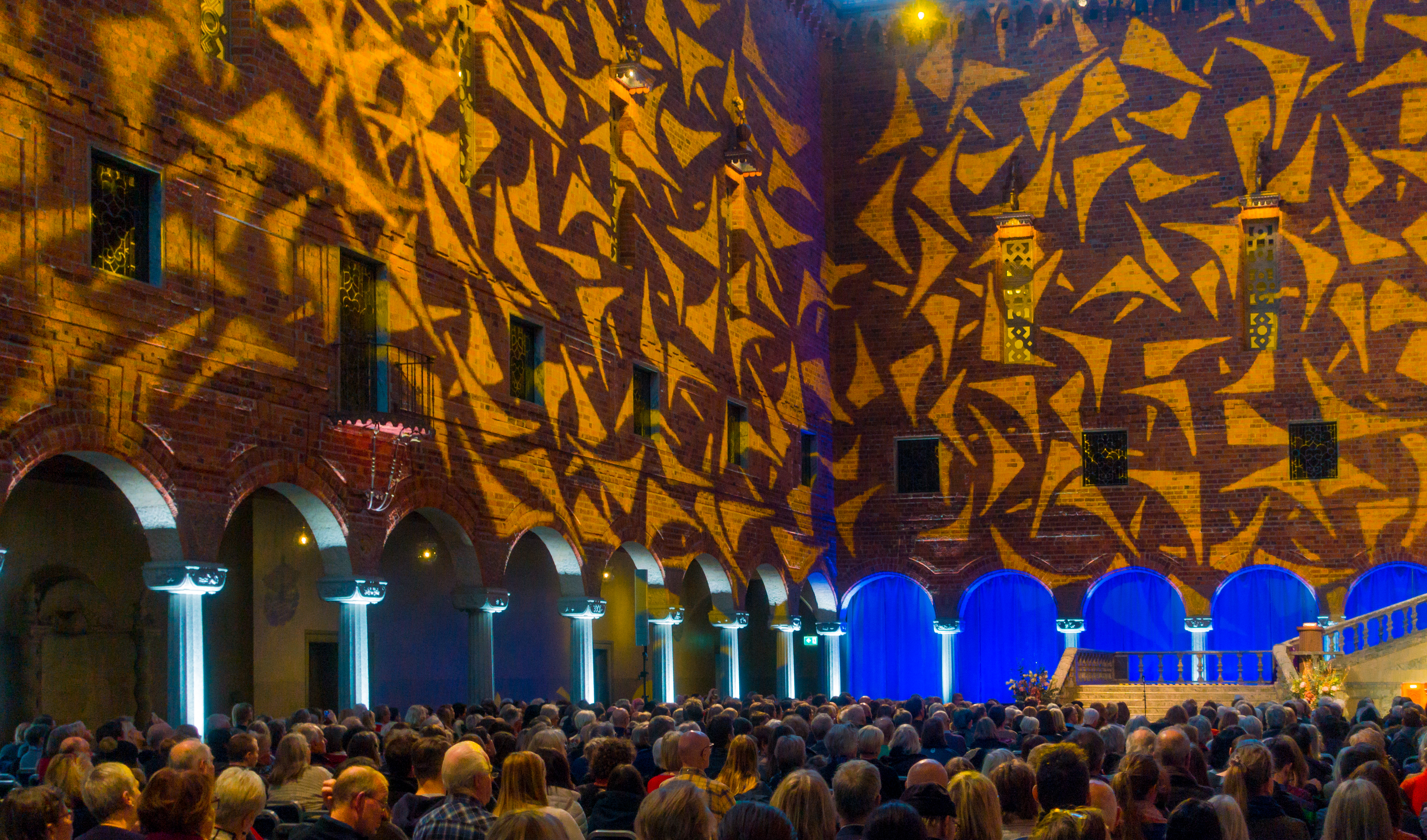
Stockholms stadshus den 1 januari 2020.